# Borów-Kolonia (powiat opolski)
Borów-Kolonia – wieś w Polsce położona w województwie lubelskim, w powiecie opolskim, w gminie Chodel.
| SIMC    | Nazwa   | Rodzaj    |
| ------- | ------- | --------- |
| 0379821 | Tarniny | część wsi |

W latach 1975–1998 miejscowość należała administracyjnie do województwa lubelskiego.
Wieś stanowi sołectwo w gminie Chodel. Według Narodowego Spisu Powszechnego z roku 2011 wieś liczyła 232 mieszkańców.
Wierni Kościoła rzymskokatolickiego należą do parafii Trójcy Świętej i Narodzenia Najświętszej Maryi Panny w Chodlu.